# Palavrões na língua portuguesa
Os palavrões na língua portuguesa são palavras de calão usadas em países ou regiões onde se fala o português. Essas palavras variam, dependendo da localização geográfica, como em Portugal e no Brasil. Tais vocábulos são abrangidos por uma gama de dicionários, como o Priberam, Houaiss, Aurélio, UNESP e afins.
Há diversos estudos relacionados com os palavrões, tais como sua relação com a inteligência, a felicidade e integridade, além de seu uso para o alívio de dores emocionais.

## Origem
A maior parte dos palavrões originaram-se de termos não-escatológicos que, por convenções sociais e metáforas de duplo sentido, acabaram por tornarem-se uma forma obscena de representação.[carece de fontes?] Diversos deles vieram de radicais latinos, como a expressão "caralho", de origem obscura mas que poderá ter surgido a partir do latim characulu, "boceta", que veio do latim buxis, "foda-se", que vem do latim futere, e "puta", que veio do latim putta. Alguns palavrões mantém seu sentido original, como "foda", "cu" — forma abreviada do latim culus. Algumas dessas palavras foram aportuguesadas de línguas como o espanhol, francês e inglês, como o termo "merda" — "mierda" no espanhol e "merde" no francês.
Já a palavra "babaca" é de origem ameríndia e se referia a um órgão da região genital. A palavra "piroca" vem do tupi antigo e significa "arrancar a pele" (pira é "pele", e ‘ok é "arrancar"). De acordo com o linguista Eduardo de Almeida Navarro, o termo seria uma referência ao fato de o pênis arrancar a pele do hímen feminino, ou, ainda, ao fato de a glande ser "pelada", "depenada".
O psicólogo e linguista Steven Pinker acredita que a raiz histórica dos palavrões pode ter sido a religião, principalmente na Idade Média, quando evocar o nome de Deus de forma blasfema era o pior dos palavrões. Foi nesta época que surgiram expressões como "vá para o diabo". Com o tempo, após as crenças religiosas perderem valor expressivo, novas expressões foram sendo criadas, principalmente ligadas à sexualidade e ao corpo humano.
Por estarem diretamente relacionados a ofensas, é aconselhado evitar o estímulo aos palavrões em crianças. Diante disso, os meios de comunicação de grande alcance têm por hábito censurar eventuais palavrões ditos, o que não é possível em transmissões ao vivo.

## Lista de palavrões comumente usados nos países lusófonos

### Portugal e Brasil
| Expressão | Definição do Priberam | Definição do Michaelis | Definição do Dicio | Fontes               |
| --------- | --- | --- | --- | -------------------- |
| Bicha     | "Homossexual masculino" | "Diz-se de ou homossexual masculino; pirobo" | "Designação atribuída ao homossexual do sexo masculino" | [ 15 ] [ 16 ] [ 17 ] |
| Buceta    | "Conjunto de partes genitais femininas" | "Vulva" | "Designação vulgar de vagina, vulva" | [ 18 ] [ 19 ] [ 20 ] |
| Bosta     | "Excremento de qualquer tipo" "Coisa sem qualidade, sem importância ou sem utilidade" "Indivíduo covarde, amoral ou sem dignidade" "Exprime descontentamento, desespero, impaciência, irritação, raiva, repulsão" | "Excremento de qualquer animal ou de seres humanos" "Pessoa mole ou indolente" "Coisa malfeita ou de qualidade inferior" "Indivíduo desprezível ou insignificante" "Indica aborrecimento, contrariedade, descontentamento ou desprezo; merda" | "Excrementos de gado vacum e de outros animais" "Coisa desprezível, desagradável, repugnante"                                                                                      | [ 21 ] [ 22 ] [ 23 ] |
| Cagar     | "Expulsar (excrementos) pelo ânus." "Sujar ou sujar-se." "Não dar importância a; ter desprezo por." "Sujar-se com fezes." "Ter muito medo." "Sair-se mal." "Não dar nenhuma importância a." | "Expelir fezes, defecar." "Expelir (algo) pelo ânus" "Tornar(-se) muito sujo, emporcalhar(-se), sujar(-se)." "Sentir muito medo, apavorar-se, amedrontar-se, borrar-se." "Pôr tudo a perder (referindo-se a alguém ou algo que gera o fracasso de um plano ou confunde uma situação)." "Fazer um trabalho de péssima qualidade, fazer malfeito." "Não dar importância a; desconsiderar, desprezar." "Proferir palavras ou apresentar comportamento que atingem a dignidade ou a honra de outro; insultar, ofender." "Não ser bem-sucedido; sair-se mal; danar-se." | "Defecar" "Sujar-se com as próprias fezes." "Ter muito medo; apavorar-se." | [ 24 ] [ 25 ] [ 26 ] |
| Caralho   | "Órgão sexual masculino" "Expressão designativa de admiração, surpresa, espanto, indignação ou contrariedade" "Indivíduo cujo nome se desconhece ou sequer omitir" "Coisa reles, sem utilidade" | "Pênis" "Expressa indignação, admiração ou surpresa" | "Pênis, cacete, pica" "Interjeição usada para traduzir indignação ou admiração" | [ 27 ] [ 28 ] [ 29 ] |
| Cu        | "Orifício por onde são expelidas as fezes" | "Ânus" | "Abertura corporal por onde são expelidos os excrementos, as fezes, situada na extremidade do intestino grosso; ânus"                                                              | [ 30 ] [ 31 ] [ 32 ] |
| Foda-se   | "Interjeição designativa de admiração, surpresa, indignação, desagrado, indiferença, raiva etc." | — | "Denota irritação, descaso, indiferença; desejar que algo ou alguém não tenha sucesso"                                                                                             | [ 33 ] [ 34 ]        |
| Foder     | "Ter relações sexuais" "Deixar ou ficar em mau estado, destruído ou prejudicado" | "Manter relações sexuais; copular, meter, pingolar, trepar" "Causar mal a ou sair-se mal; arruinar(-se), danar(-se), prejudicar(-se)" "Não se importar com; não dar atenção a, não ligar" | "Designação vulgar para relação sexual; copular" "Ocasionar o mal ou sofrê-lo: arruinar-se, desgraçar-se; sair-se mal"                                                             | [ 33 ] [ 34 ] [ 35 ] |
| Porra     | "Pênis" "Esperma, sêmen" "Expressão que indica irritação ou desagrado" "Coisa ou fato incômodo" | "Pênis" "Esperma" "Algo muito ruim, que não presta ou não vale nada" "Exprime espanto ou aborrecimento" | "O que é considerado excessivamente ruim; porcaria" "Expressão utilizada para assinalar surpresa, sofrimento ou insatisfação"                                                      | [ 36 ] [ 37 ] [ 38 ] |
| Piroca    | "Órgão sexual masculino" | "Pênis pequeno ou de criança" "Qualquer pênis" | "Pênis, especialmente de menino" | [ 39 ] [ 40 ] [ 41 ] |
| Puta      | "Mulher que se prostitui ou tem relações sexuais com muitos homens" "Interjeição designativa de admiração, surpresa, espanto, indignação, etc." (puta que o pariu) | "Prostituta" "Qualquer mulher dada à vida libertina" | "Mulher que faz relações sexuais por dinheiro; prostituta" "Aquela que não tem pudor; libertina ou despudorada" "Designação empregada como hiperbolizante; grande, imenso, enorme" | [ 42 ] [ 43 ] [ 44 ] |
| Merda     | "Excremento de todos os tipos" "Porcaria, sujidade" "Coisa sem qualidade, sem importância ou sem utilidade" "Situação muito difícil ou problemática" "Exprime descontentamento, contrariedade, impaciência, irritação, raiva, repulsa" "Indivíduo covarde, amoral ou sem dignidade" "Indivíduo sem préstimo ou habilidade" | "Matéria fecal expelida pelo ser humano ou por animais, excremento, fezes" "Qualquer coisa vil ou desprezível; porcaria" "Pessoa imprestável" "Expressa insatisfação, raiva, impaciência e indignação; bosta" | "Excremento do homem e de alguns animais" "Exclamação de baixo calão para exprimir desprezo, indignação etc."                                                                      | [ 45 ] [ 46 ] [ 47 ] |
| Viado     | "Homem homossexual" | "Homossexual masculino" | "Designação pejorativa, preconceituosa e depreciativa, para se referir aos homossexuais do sexo masculino"                                                                         | [ 48 ] [ 49 ]        |

### Portugal
A maior parte dos palavrões acima são utilizados também em Portugal, como "bicha", "bosta", "cagar", "caralho", "cu", "foder", "porra", "puta", "merda" e "rabo", mas outros usados em Portugal incluem:
| Expressão    | Definição do Priberam | Fonte  |
| ------------ | --- | ------ |
| Badalhoco(a) | "Que ou quem apresenta sujidade ou não mostra higiene" "Que ou quem causa repulsa ou mostra falta de educação" "Que ou quem é indecente, obsceno ou grosseiro" | [ 51 ] |
| Cabrão       | "Marido que consente que a mulher seja adúltera" "Pessoa muito deprezível, de má índole ou sem caráter"                                                        | [ 52 ] |
| Cona         | "Órgão sexual feminino" | [ 53 ] |
| Paneleiro    | "Homem homossexual" "Que revela características geralmente associadas à homossexualidade masculina"                                                            | [ 54 ] |